# Villa Ker Magdalen
La Villa Ker Magdalen, dit aussi Le Minaret est une villa située dans la commune de Bénodet, au sud du département du Finistère, en région Bretagne.

## Histoire
C'est au cours d'un séjour en 1921 au Maroc que le commanditaire de la villa, le Docteur Maurice Heitz-Boyer réfléchit à la construction d'une villa à l'architecture originale à Bénodet. La villa est commandée en 1926 et confiée à l'architecte Albert Laparde, architecte ayant séjourné au Maroc et ayant effectué plusieurs réalisations marocaines. La construction et l'aménagement de la villa durent de 1926 à 1928. Le nom de la villa fait référence au prénom de l'épouse du Docteur. C'est d'abord une villa particulière avant d'être racheté après la mort du commanditaire en 1951 par le couple Lozach, qui en fait un hôtel-restaurant. La villa est aujourd'hui une propriété privée.

## Architecture
La construction de la villa est remise à l'entreprise Botta qui fait appel à des ouvriers italiens. De plus, le Pacha de Marrakech, El Gaoui, soigné par le docteur lors de son séjour au Maroc, lui offre une dizaine d'ouvriers marocains.

### Extérieurs
La villa est d'inspiration mauresque, marquant la volonté d'une villa inspirée d'une autre culture. Cependant Laparde tend tout de même à adhérer au mouvement moderniste avec l'utilisation de volumes forts et contrastés. Elle présente également une architecture en forme de paquebot dont la façade est blanche. Au delà de l'aspect  marocain de la façade se trouve un jardin oasien, élaboré par le biais de plantes rares et exotiques, des décors et une piscine constitués de galets noirs et blancs de Treguennec et de galets roses de Ploumanac'h. Aux abords de la piscine, l'ensemble forme une fontaine. Les décors en galets dessinent des formes géométriques ou encore des motifs floraux.

### Intérieurs
L'intérieur de la villa était décoré de mosaïques, dont les ouvriers marocains étaient les spécialistes. Il y avait sous la tour, une chambre appelée "Chambre du Pacha", décoré de mosaïques, de même pour le hammam situé au sous-sol et la cheminée, ornés de faïences colorées. La tour est élevée quelques années après.